# Coccophagus oculatipennis
Coccophagus oculatipennis is een vliesvleugelig insect uit de familie Aphelinidae. De wetenschappelijke naam is voor het eerst geldig gepubliceerd in 1916 door Girault.